# والنتسا
والنتسا (به ایتالیایی: Valenza) یک کومونه در ایتالیا است که در استان آلساندریا واقع شده‌است.

## خصوصیات
والنتسا ۵۰٫۰ کیلومترمربع مساحت و ۲۰٬۴۷۱ نفر جمعیت دارد و ۱۲۵ متر بالاتر از سطح دریا واقع شده‌است.